# Стара ратуша (Лінц)
Стара ратуша — міська ратуша столиці Верхньої Австрії міста Лінц, розташована зі східного боку Головної площі.

## Історія
Міська ратуша знаходиться на цьому місці з 1415 року. Перша будівля не пережила сильної пожежі 1509 року. Від другої готичної будівлі, побудованої Крістофом, збереглася восьмикутна годинникова башта й кілька склепінних приміщень всередині ратуші. У 1650-1670-тих роках ратуша була перебудована і розширена, отримавши сучасний фасад у стилі бароко. У 1985 році частина міської адміністрації переїхала до Нової ратуші в районі Урфар, але офіс мера, як і раніше, залишається в Старій ратуші. У 1990-тих роках будівля була капітально відреставрована.

### Стара ратуша й Адольф Гітлер
Увечері 12 березня 1938 року з балкона Старої ратуші Адольф Гітлер, для якого Лінц був містом його юності, вперше виступив перед австрійським народом після Аншлюсу. За спогадами ад'ютанта Гітлера полковника Ніколауса фон Бєлова, на Головній площі зібралося безліч людей, які натхненно вітали фюрера. Цього ж дня Головна площа Лінца була перейменована на площу Адольфа Гітлера.

### Сьогодення
Крім приміщень міської адміністрації, в будівлі ратуші розташовується бюро туристичної інформації, музей історії Лінца і музей стоматології з історичними кріслами і інструментами дантистів; найдавнішим з них близько трьохсот років. У дворі ратуші — традиційна для старого Лінца аркада і невеликий сад.

## Опис ратуші
Механізм баштового годинника відкритий для огляду. Дзвони на вежі тричі на день грають популярні мелодії. Історичні інтер'єри не збереглися — всередині будівля має сучасний офісний вигляд. На підлозі вестибюлю Старої ратуші зображені аерофотознімки, які відіграють роль наочного плану міста для туристів. На стіні вестибюлю — чотири панно з портретами видатних діячів, пов'язаних із містом Лінц, — композитора Антона Брукнера, мера міста XVIII століття Йоганна Адама Прунера, астронома Йоганна Кеплера і кайзера Фрідріха III. Панно створені в 1956 році Рудольфом Паульчинським і Петером Діммелем.